# Деніс Ліндбом
Деніс Ліндбом (швед. Dénis Lindbohm;  11 липня 1927 — 24 жовтня 2005) — шведський письменник, що писав переважно в жанрі фантастики, зокрема містики, наукової фантастики і фентезі, був помітною фігурою у середовищі шведської наукової фантастики.

## Біографія
Перш ніж стати письменником, Деніс наприкінці 1960-х, працював фототехніком в Мальме. Згодом він став одним із засновників шведського фандому, відкривши клуб «Метеор» у 1950-ті. 
До кінця 1950-х років Ліндбом зіграв кілька ролей в науково-фантастичних чорно-білих фільмах, але відомо достуменно лише про один — «Велика ніч духу» (Den stora nattens vålnad). У фільмі йдеться про те, як літаюча тарілка падає в Сконе і з неї висаджуються інопланетні істоти. У цій стрічці знімалися члени клубу «Метеор», а також родичі письменника. Фільм у підсумку став класикою фандому, його й досі показують на шведських науково-фантастичних конвенціях.
В рамках клубу Ліндбом також видавав фензин «Clloev», який нерегулярно публікувався протягом 1960-х. Пікантною особливістю тогочасного шведського фендому стали так звані «фанатські війни». Ліндбом і Сем Дж. Лундвалл (прізвисько Повелитель) придумали своєрідний поєдинок, де два боги сперечались за панування світом. Цей насправді жартівливий процес імітує і своєрідно показує справжнью холодну війну, що тривала того часу в світі.
Будинок Ліндсбома на початку шістдесятих став місцем зустрічі для багатьох згодом відомих любителів наукової фантастики, початківців-письменників і редакторів. ДІндбому в 1962 році було лише 35 років, він жартома приймав друзів як «патріарх» науково-фантастичного руху.
Після низки невеликих творів на початку п'ятдесятих, а також кілька оповідань, Деніс став писати значно активніше, випустивши сексуально відвертий роман «Зуби дракона» («Draksådd») 1965 року. Роман розказував про психологічну користь сексуальної свободи — але і критикував її в класичному стилі антиутопії. Події в романі нагадували за стилем «Місто світла» і «Чудовий новий світ». Герої старанно відвідували збори і брали участь у колективних заняттях сексом для того, щоб «зцілитися». Роман, який був написаний і 1965—1966 роках, але його вперше опублікували 1979 року. Романи «Едем без Адама» і «Солдат з Землі» («Eden utan Adam» та «Soldat från Jorden») були також написані досить рано, але згодом повністю переписані автором.
Після сімдесятих Ліндбом багато писав, особливо в стилі наукової фантастики і навіть видав кілька романів і кілька окультних книг, які він опублікував за свій власний кошт.

### Спадщина
Ліднбом посів центральне місце у шведській науковій фантастиці. Те ж саме можна сказати про його місце в окультній і містичній літературі Швеції. В житті він був більш замкнутим, аніж могло здатись із його творів, Деніс мав добре почуття гумору і іронії.